# يوستينوس باي
يوستينوس باي (بالإندونيسية: Yustinus Pae)‏ (19 يونيو 1983 في إندونيسيا - ) هو لاعب كرة قدم إندونيسي في مركز الوسط. شارك مع منتخب إندونيسيا لكرة القدم. أما مع النوادي، فقد لعب مع برسيبورا جايابورا.

## وصلات خارجية
- يوستينوس باي على موقع قاعدة بيانات كرة القدم.إي يو (الإنجليزية)
- يوستينوس باي على موقع ناشيونال فوتبول تيمز (الإنجليزية)
- يوستينوس باي على موقع Soccerway.com (الإنجليزية)